# Первая Ржевско-Сычёвская операция
Рже́вско-Сычёвская наступательная операция — стратегическая операция войск Калининского (командующий — генерал-полковник И. С. Конев) и Западного (командующий и руководитель операции — генерал армии Г. К. Жуков) фронтов, проводившаяся 30 июля — 1 октября 1942 года с целью разгрома немецкой 9-й армии (командующий — генерал-полковник В. Модель) группы армий «Центр» (командующий — генерал-фельдмаршал Г. фон Клюге), оборонявшейся в Ржевско-Вяземском выступе.

## Предыстория
В результате наступления Калининского и Западного фронтов зимой-весной 1942 года в конфигурации советско-германского фронта образовался так называемый «Ржевско-Вяземский выступ», который с тех пор находился под пристальным вниманием обеих противоборствующих сторон: так, главное командование вермахта, планируя военные действия на предстоявшее лето, намеревалось сохранить на центральном участке своего Восточного фронта, то есть в полосе группы армий «Центр», занимаемое положение, по крайней мере, на начальном этапе кампании; советская же сторона, в соответствии с «Основными положениями плана Генерального штаба Красной Армии на летнюю кампанию 1942 года» предусматривала провести на западном направлении наступательную операцию силами Калининского, Западного и частично Северо-Западного фронтов с целью разгрома ржевско-вяземско-гжатской группировки противника, то есть ликвидации всего ржевско-вяземского выступа.
Однако сложившаяся к середине лета 1942 года обстановка (когда инициативу в вооружённой борьбе вновь захватила германская сторона) заставила советское Верховное Главнокомандование отказаться от реализации этого крупномасштабного плана. 16 июля, в то время, когда ударные группировки немецких войск уже рвались на Кавказ и к Сталинграду, Ставка ВГК приняла новое решение. Его суть заключалась в том, чтобы ударом Калининского фронта с севера на Ржев и Западного фронта от Погорелого Городища на Сычёвку срезать только верхний, северо-восточный угол ржевско-вяземского выступа, «очистить от противника территорию к северу от реки Волга в районе Ржев, Зубцов и территории к востоку от реки Вазуза в районе Зубцов, Погорелое Городище, овладеть городами Ржев и Зубцов, выйти и прочно закрепиться на реках Волга и Вазуза».

## Планы сторон
Замысел операции заключался в том, чтобы ударами войск левого крыла Калининского фронта на ржевском и правого крыла Западного фронта на сычёвском направлениях разгромить основные силы немецкой 9-й армии, ликвидировать Ржевский выступ, овладеть городами Ржев, Зубцов, Сычёвка, Гжатск, а также Вязьмой и прочно закрепиться на рубеже рек Волга, Гжать и Вазуза.
Командующий войсками Калининского фронта генерал-полковник И. С. Конев решил главный удар нанести 30-й армией генерал-майора Д. Д. Лелюшенко на участке Ново-Семеновское, Плотниково в направлении Дешёвки, Рамено, Полунино, Ржев. Овладеть последним планировалось к исходу второго дня операции. В армию входили десять стрелковых дивизий, три стрелковые и восемь танковых бригад, насчитывавших около 390 танков. Оборону врага намечалось прорвать в центре полосы, для чего привлекались три стрелковые дивизии: 379-я с 28-й танковой бригадой, 16-я гвардейская с 256-й танковой бригадой и 2-я гвардейская с 143-й танковой бригадой. Другой удар наносился 29-й армией генерал-майора В. И. Швецова на удалении 15 км от главного силами трех усиленных стрелковых дивизий.
Двум армиям противостояла группировка немецких войск в составе восьми пехотных и трех танковых дивизий. Они занимали заблаговременно подготовленные эшелонированные рубежи, на которых были оборудованы опорные пункты с окопами полного профиля и деревоземляные огневые точки (дзот). Подступы к ним прикрывались минными полями и проволочными заграждениями.
Существует также мнение, что наступление на Ржевском направлении было предпринято для того, чтобы связать резервы немецкого командования и не допустить переброски войск к Сталинграду.
Впервые в больших масштабах планировалось реализовать идеи «артиллерийского наступления», изложенные в директивном письме Ставки Верховного Главнокомандования от 10 января 1942 года.
Первая Ржевско-Сычёвская стратегическая наступательная операция может быть условно разделена на несколько отдельных операций:
- Ржевская операция (30-я армия Калининского фронта),
- Ржевско-Зубцовская операция (29-я и 31-я армии смежными флангами Калининского и Западного фронтов),
- Погорело-Городищенская операция (20-я армия Западного фронта),
- Гжатская операция (5-я и 33-я армии Западного фронта).

## Силы сторон
С советской стороны в операции участвовали войска шести общевойсковых (30-й, 29-й, 31-й, 20-й, 5-й, 33-й), двух воздушных армий (1-й и 3-й), а также пяти корпусов (2-го гвардейского кавалерийского, 6-го и 8-го танковых, 7-го и 8-го гвардейских стрелковых).
В советскую группировку входили (без частей и соединений корпусов) 43 стрелковые дивизии, 8 стрелковых бригад, 67 артиллерийских частей, 37 дивизионов гвардейских миномётов, 21 танковая бригада.
Эта группировка в начале августа насчитывала более 486 000 человек (без корпусов). Причём эти цифры не окончательные, так как участвовавшие в операции армии были усилены стрелковыми дивизиями, бригадами и артиллерийскими частями.
К началу наступления группировка советских войск (без 29-й армии) располагала 1715 танками.
Артиллерийская плотность на направлениях главных ударов 33-й армии достигала 40-45 орудий на 1 км, 20-й армии — 122 орудия, на Калининском фронте — 115—140 стволов.
Группа армий «Центр» располагала 78 дивизиями.  Архивная копия от 21 апреля 2021 на Wayback Machine

## Ход операции

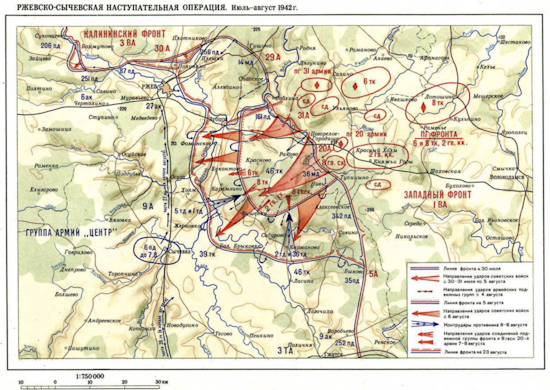
Схема. Ржевско-Сычевская наступательная операция 30 июля — 23 августа 1942 г.

### Наступление Калининского фронта
30 июля 1942 года началось наступление 30-й (командующий — генерал-лейтенант Д. Д. Лелюшенко) и 29-й армий (командующий — генерал-майор В. И. Швецов). В этот день пошли проливные дожди, которые крайне затруднили действие советских войск.
К концу первого дня наступления войска 30-й армии прорвали оборону 256-й и 87-й пехотных дивизий 6-го армейского корпуса на фронте в 9 километров и на глубину 6—7 километров. Успехи 29-й армии были более скромными. До Ржева оставалось 6 километров, однако преодоление этого расстояния растянулось на месяц.
7 — 9 августа войска 30-й армии провели перегруппировку и предприняли левым флангом армии обход Ржева.
10 августа началось новое наступление.
Действия советских войск приняли характер методического «прогрызания» глубоко эшелонированной обороны. Стрелковые дивизии продвигались медленно — на 1—2 километра в сутки, дорогой ценой отвоёвывая каждый метр земли. Попытка командования армии повысить темп наступления вводом в бой подвижной группы успеха не имела. Танковые бригады не могли оторваться от пехоты и действовали вместе с ней как танки непосредственной поддержки. Печальную известность снискали бои за Полунино и высоту 200, где бои продолжались со 2 по 25 августа 1942 года. Только 21 августа войскам 30-й армии удалось, наконец, зацепиться за северную окраину Полунино. Бои за Полунино и высоту 200, по южному склону которой стали проходить траншеи, продолжались до 25 августа, пока части 6-й пехотной дивизии Вермахта не отошли на новую линию на северной окраине города Ржева.

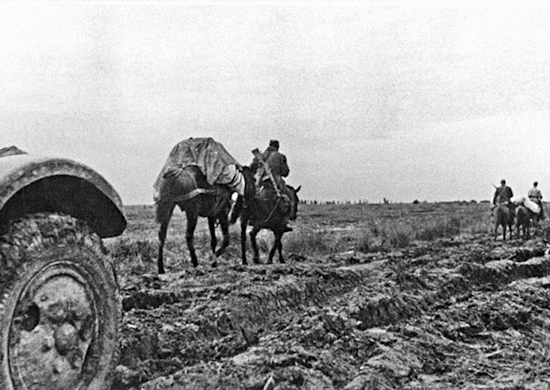
Ливни крайне затруднили материально-техническое снабжение войск

Наступление Калининского фронта началось 30 июля в неблагоприятных условиях. Командование противника, установив дату и время перехода соединений 29-й и 30-й армий в атаку, привело свои части в боевую готовность. К тому же сплошная облачность, дождь, превратившийся в сплошной ливень, затруднили проведение авиационной подготовки. По сути, она была сорвана. За весь день авиации смогла совершить всего 86 самолёто-вылетов. Лучших результатов достигла артиллерийская подготовка, продолжительность которой составила 1,5 часа. Плотность орудий и минометов на участке прорыва 29-й армии составляла 117, а 30-й армии — 140 единиц на 1 км. Это позволило нанести значительный урон немецким подразделениям на переднем крае и в тактической глубине, а также немецкой артиллерии. Несмотря на это, к исходу дня только две дивизии 30-й армии продвинулись на 4-5 км, а остальные прорвали лишь первую позицию. Поддержать стрелковые части было нечем, так как артиллерия не смогла одолеть бездорожья и отстала. Для наращивания силы удара командующий армией попытался ввести в сражение подвижную группу (две танковые бригады). Но легкие танки, двигаясь по низинам, застряли в грязи и стали хорошей мишенью для противотанковых средств.
В целом в течение 30 июля в обороне врага была образована брешь шириной 9 км с наибольшим продвижением в центре полосы армии — на 6 км. На угрожаемое направление немецкое командование выдвинуло резервы и не только стабилизировало положение, но и предприняло ряд контратак. Попытки углубить и расширить прорыв 31 июля и 1 августа дали незначительные результаты. Подводя итог первых трех дней наступления, генерал-полковник И. С. Конев в докладе Верховному Главнокомандующему отмечал: «Передний край оборонительной полосы противника и его глубина на участке прорыва представляют собой прочно оборудованный рубеж, насыщенный сооружениями и препятствиями полевого типа… Перед огневыми точками проволочные заграждения в 2-3 ряда… Танкодоступные участки заминированы противотанковыми минами…
Боевые действия проходят в исключительно трудных метеорологических условиях. Сильные дожди, которые не позволили полностью использовать авиацию и танки, сорвали также подвоз боеприпасов… В результате темпы наступления резко снизились, что позволило противнику усилить второй оборонительный рубеж… Наши потери: подбито и сожжено 17 танков и 6 орудий, убито и ранено 7200 человек…».
Вплоть до 7 августа стрелковые и танковые части по несколько раз в сутки предпринимали атаки на занятые врагом населенные пункты, неся при этом большие потери в людях и технике. Так, например, только 220-я стрелковая дивизия в боях за Бельково и Свиньино потеряла в течение четырёх дней 877 человек убитыми и 3083 ранеными. Наиболее тяжелая обстановка сложилась в 6-7 км севернее Ржева, где соединения ударной группировки 30-й армии штурмовали деревни Полунино, Галахово и Тимофеево. Они были превращены немецкими войсками в мощные узлы сопротивления с минными полями, сетью дзот, колючей проволокой в три — четыре ряда. Восемь дней 16-я гвардейская стрелковая дивизия, 28-я и 35-я танковые бригады пытались овладеть одним из таких узлов — Полунино, но безуспешно.
В создавшейся обстановке, приостановив наступление, генерал-майор Д. Д. Лелюшенко 7-9 августа произвел перегруппировку сил и средств с целью переноса направления главного удара из центра полосы армии на её левый фланг (на Грибеево, Опоки, Ржев). В ударную группировку вошли шесть стрелковых дивизий, три стрелковые и несколько танковых бригад. Для развития успеха создавалась танковая группа в составе 28-й и 240-й танковых бригад (КВ — 5, Т-34 — 12, легких танков — 5) и 753-го легкого артиллерийского полка. Её намечалось ввести в прорыв в полосе 274-й стрелковой дивизии, после того как она овладеет деревней Теленково.
Начиная с 10 августа, 30-я армия продолжила наступление в направлении Ржева. Преодолев ожесточенное сопротивление противника в районе населенного пункта Грибеево, части 375-й стрелковой дивизии при поддержке 143-й танковой бригады к вечеру 14 августа достигли опушки рощи северо-восточнее Ржева, а утром 16 августа вышли непосредственно на городские окраины. Отдельные подразделения ворвались в военный городок, захватили несколько казарм. Но дальше продвинуться не смогли. Враг подготовил к обороне каждый каменный дом, каждую казарму. В подвалах и нижних этажах были расставлены минометы и орудия, на крышах и вышках — пулеметы. Все кругом было заминировано и обнесено проволочными заграждениями в несколько рядов. Огневые точки и здания, приспособленные к обороне, связывались между собой траншеями. Бои в районе военного городка приняли затяжной характер.
В полосе 274-й стрелковой дивизии едва стрелковые подразделения перешли в атаку, командующий армией принял решение ввести в сражение танковую группу. Но на преодоление болотистого ручья она затратила весь день и лишь к вечеру овладела деревней Теленково. Дальнейшее продвижение вперед шло медленно. Генерал-полковник И. С. Конев в донесении в Ставку ВГК от 11 августа сообщал: «… бои за Ржев по-прежнему носят исключительно напряженный характер, противника приходится буквально выживать и истреблять в его дзотах и траншеях. Особо ожесточенные бои шли на участке главной группировки, где происходило буквально перемалывание живой силы противника».
Овладев рядом населенных пунктов на подступах к Ржеву и северной частью пригородного аэродрома, левофланговые дивизии 30-й армии к вечеру 21 августа вышли к Волге на рубеже Варюшино, Голышкино. Однако их попытки с ходу форсировать реку не удались. В тот же день её достигла, от Варюшино до Зубцова, и 29-я армия Наступление было приостановлено для перегруппировки сил и восстановления боеспособности понесших большие потери соединений и частей. Достаточно сказать, что только 30-я армия потеряла за август 82 441 человека, в том числе 19 096 убитыми. Было утрачено 188 танков, из них 12 КВ и 72 Т-34.

### Наступление Западного фронта

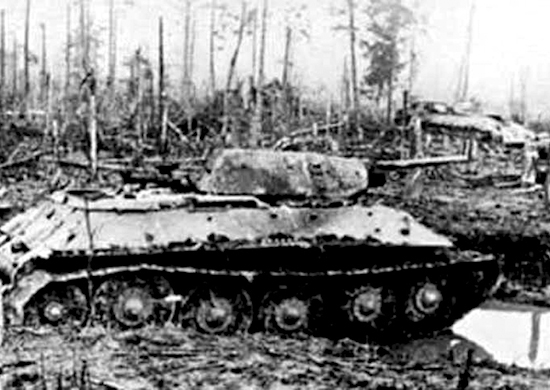
Местность в районе плацдармов оказалась труднопроходимой даже для танков

Г. К. Жуков планировал нанести свой удар 2 августа, но это оказалось невозможным из-за ливней. К тому же результаты боевых действий Калининского фронта оказались весьма скромными, особенно на стыке с 31-й армией. Учитывая всё это, командование Западного фронта по согласованию со Ставкой перенесло начало наступления на 4 августа. В полосе Западного фронта командующий его войсками генерал армии Г. К. Жуков принял решение ударом 31-й и 20-й армий генерал-майора В. С. Поленова и генерал-лейтенанта М. А. Рейтера прорвать вражескую оборону на р. Держа и, разгромив зубцовско-кармановскую группировку, достичь рубежа рек Вазуза и Гжать. После этого 31-й армии предстояло вести наступление с юга на Зубцов, содействуя войскам Калининского фронта в освобождении Ржева. 20-я армия должна была развивать успех в направлении Сычевки.
31-й армии было придано шесть танковых бригад, насчитывавших 294 танка. Три бригады использовались в первом эшелоне в качестве танков непосредственной поддержки пехоты, другие три — составили армейскую подвижную группу под командованием генерал-майора А. Ф. Бычковского. 20-я армия получила на усиление пять танковых бригад — всего 263 танка. Две из них придавались дивизиям первого эшелона. Остальные три танковые и одна самокатно-мотоциклетная бригады были сведены в армейскую подвижную группу, которой командовал Герой Советского Союза полковник П. М. Арман. Развитие успеха наступления возлагалось на фронтовую подвижную группу, в которую вошли 6-й и 8-й танковые (169 и 165 танков соответственно) и 2-й гвардейский кавалерийский корпуса. Ей предстояло войти в прорыв на второй день операции на смежных флангах двух армий.
В полосе предстоявшего наступления 31-й и 20-й армий занимали оборону две пехотные и две моторизованные дивизии 46-го танкового корпуса немецкой 9-й армии. В оперативной глубине были сосредоточены три танковые дивизии. Передний край обороны врага проходил по окраинам населенных пунктов, дорогам между ними, опушкам лесов и рощ, берегам рек. Наиболее сильный из опорных пунктов находился в Погорелом Городище. Здесь все каменные дома и подвалы представляли собой долговременные огневые точки с двумя — тремя амбразурами. Между ними имелись сплошные траншеи полного профиля. В 20-100 м от переднего края были установлены проволочные заграждения в несколько рядов и минные поля. Гарнизоны опорных пунктов состояли из одной — двух рот, усиленных танками.
Как и на Калининском фронте, коррективы в спланированную операцию внесла погода. Проливные дожди подняли уровень воды в правом притоке Волги — р. Держа (40 км восточнее Ржева) с 40-70 см до 2-3 м. Она превратилась в бурный широкий поток, который снес не только построенные на ней мосты, но и настилы на бродах и гати на подходах к ним. В связи с этим командование Западного фронта вынуждено было отложить переход в наступление до 4 августа.
4 августа началось наступление 20-й армии (генерал-лейтенант М. А. Рейтер) в районе Погорелого Городища. В отличие от Калининского фронта, здесь советским войскам сопутствовал успех: за два дня операции войска 20-й армии прорвали оборону немецкого 46-го танкового корпуса на фронте 18 км и в глубину до 30 км и вышли передовыми частями на подступы к рекам Вазуза и Гжать. Противостоящая советским войскам 161-я пехотная дивизия была разгромлена. В то же время ближайшая задача (взятие Зубцова и Карманово) выполнена не была. В тот день в 6 часов 15 минут в районе поселка Погорелое Городище началась полуторачасовая артиллерийская подготовка. После её окончания ударные группы 31-й и 20-й армий, преодолев по штурмовым мостикам, на плотах, лодках и вброд р. Держу, атаковали передний край обороны противника. К исходу дня соединения 31-й армии прорвали её на участке шириной 9 км и продвинулись в глубину на 7—8 км. После этого в сражение была введена танковая группа генерал-майора А. Ф. Бычковского.
В полосе 20-й армии части 251-й стрелковой дивизии, обойдя Погорелое Городище с юга, окружили до двух немецких пехотных батальонов и после полудня ворвались в населенный пункт. В результате ожесточенных боев, переходивших в рукопашные схватки, вражеский гарнизон был уничтожен. В поселке и на станции были захвачены оружие и боеприпасы, войсковые склады, инженерное имущество, а также 400 новых мотоциклов. Одновременно 331-я и 354-я стрелковые дивизии успешно форсировали р. Держа, что позволило ввести в сражение подвижную группу полковника П. М. Армана. В целом к исходу дня соединения ударной группировки армии на отдельных участках продвинулись на глубину 8-11 км. В сложившейся благоприятной обстановке генерал армии Г. К. Жуков отдал приказ на ввод в прорыв подвижной группы фронта.
В течение 5 августа боевые действия развернулись на путях отхода немецких войск — вдоль грунтовых дорог, тропинок, лесных просек. Бои вели передовые отряды, составленные из танковых, стрелковых и артиллерийских подразделений. Совершая отход ко второй оборонительной полосе, враг пытался выиграть время для подхода из тыла своих резервов. Используя выгодные в тактическом отношении рубежи, его подразделения задерживали на продолжительное время растянувшиеся вдоль дорог советские части. Со второй половины дня по ним начала наносить удары авиация противника, действовавшая с ближних аэродромов. Вечером вновь пошли сильные дожди. Дороги быстро пришли в не проезжее состояние, в результате чего подвоз боеприпасов и горючего стал затруднен. Части подвижной группы передвигались медленно, застрявшие в грязи или на неисправных мостах танки создавали пробки. К исходу 5 августа общая глубина вклинения ударных группировок 31-й и 20-й армий в оборону врага составила 30 км. При этом передовые подразделения 20-й армии вышли на подступы к рекам Вазуза и Гжать, где встретили организованное сопротивление выдвигавшихся оперативных резервов немецкой группы армий «Центр». Они также выходили и в полосу наступления 31-й армии, на зубцовское направление. В частности, против её левофланговых соединений развертывались 102-я и 129-я пехотные дивизии. Становилось очевидным, что командование противника стремится не допустить захвата советскими войсками плацдармов на Вазузе и Гжати, чтобы полностью остановить здесь их дальнейшее продвижение.
6 августа в бой была введена подвижная группа генерал-майора И. В. Галанина: 6-й (полковник А. Л. Гетман) и 8-й (генерал-майор М. Д. Соломатин) танковые и 2-й гвардейский кавалерийский корпуса (генерал-майор В. В. Крюков). Её продвижение было очень медленным. А вскоре она столкнулась с немецкими подвижными резервами — сюда были брошены основные резервы 9-й армии: три танковые дивизии. Для командования вновь создаваемым немецким фронтом обороны было использовано управление 39-го танкового корпуса Г.-Ю. фон Арнима.
7 августа. Ночью одна рота 31-й танковой бригады из 8-го танкового корпуса вышла к переправе через Вазузу в районе деревни Хлепень. 251-я, 331-я и 354-я стрелковые дивизии вместе с частями фронтовой подвижной группы имели задачу форсировать Вазузу и наступать на Сычёвку. Возглавил это объединение заместитель командующего 20-й армии генерал-лейтенант А. А. Тюрин. 331-я стрелковая дивизия и 17-я танковая бригада повели наступление от деревни Истратово на деревни Печоры и Сельцо и к вечеру завязали бои на противоположном от деревни Хлепень берегу Вазузы. В течение 7 августа танковые корпуса подвижной группы фронта пытались выйти на рубеж р. Вазуза. Но большинство их подразделений, особенно артиллерийских и инженерных, с трудом преодолевали бездорожье и отстали на марше. В полосы наступления 251-й и 331-й стрелковых дивизий выходили в основном одиночные танки. По сути, ввод в сражение танковых корпусов никак не сказался на повышении темпов наступления. Это вызвало недовольство генерала армии Г. К. Жукова, который в своем приказе отмечал: «Наши части, особенно левофланговая группировка 20-й армии действуют исключительно пассивно и, не продвигаясь вперед, дают врагу время на организацию сопротивления. Особенно преступно действуют 6-й и 8-й танковые корпуса, группа Армана и группа Бычковского, которые, болтаясь в тылах пехоты, неся потери, не выполнили до сих пор ни одной поставленной задачи».
Успех дальнейшего наступления мог быть обеспечен только при условии захвата плацдармов на реках Вазуза и Гжать, быстрого сосредоточения на них подвижной группы фронта и основных сил 20-й армии.
8 августа. Бои по форсированию Вазузы продолжаются. Части 251, 331-й и 354-й дивизии сумели форсировать реки Вазуза и Гжать. Вслед за ними приступили к переправе 6-й и 8-й танковые корпуса. Она осуществлялась под воздействием немецкой артиллерии и авиации, которые затрудняли наведение мостов и наносили значительные потери инженерным и танковым частям. Попытки переправиться вброд из-за поднятия уровня воды в реках в результате сильных дождей оказались безрезультатными. Построенный в ночь на 9 августа саперами мост под тяжелые грузы оказался непрочным, после прохода по нему танков 200-й бригады он развалился и был снесен водой, а понтонно-мостовой батальон со своими тяжелыми машинами застрял на маршрутах движения. Эффект внезапности был утрачен. Условия местности обусловили то, что действия танковых группировок обеих сторон уже не были объединены единым замыслом. Как советские, так и немецкие части и подразделения вступали в бои не там, где это предусматривалось их командованием, а там, где они реально встречались с противником, в основном на доступных для движения дорогах, просеках, лесных полянах и т. п. Повсеместно возникали многочисленные встречные бои силами отдельных боевых машин, взводов и рот.
9 августа. С утра бои достигли своей кульминации. В течение того дня 6, 8-й танковые и 2-й гвардейский кавалерийский корпуса совместно с 251-й, 331-й и 354-й стрелковыми дивизиями, преодолевая упорное сопротивление немецких 5-й, 6-й, 1-й танковых, 253-й, 161-й и 6-й пехотных дивизий, расширили плацдармы на западных берегах Вазузы и Гжати на 2—3 км. Но из-за большой растянутости по дорогам, отставания артиллерии и тылов, отсутствия твердости в управлении войсками нарушался главный принцип применения танков — их массирование на направлении главного удара. Части и подразделения подвижных групп армий и фронта вынуждены были вести бои на разобщенных направлениях небольшими подразделениями. Они несли значительные потери в людях и материальной части, не достигая при этом необходимой результативности и практически не влияя на выполнение общей боевой задачи. Этот день считается решающим во встречном танковом сражении. По оценке историков в этот день с стороны Красной армии в нём участвовало до 800 танков, с немецкой стороны — до 700 танков. На кармановском направлении противник атаковал силами четырёх дивизий — 2-й танковой, 36-й моторизованной, 78-й и 342-й пехотных. Появление сильной вражеской группировки в районе Карманово угрожало левому флангу 20-й армии. Это также осложняло проведение наступательной операции с участием располагавшихся левее 5-й и 33-й армии. Командование Западного фронта на исходе 9 августа приняло решение усилить войска, наступавшие на кармановском направлении, с целью разгрома противостоявшей там группировки противника. На это направление перебрасывался и 8-й танковый корпус из фронтовой подвижной группы, передававшийся в подчинение 20-й армии. Ему было приказано сосредоточиться 10 августа в районе деревни Подберёзки и совместно с частями 8-го гвардейского стрелкового корпуса (генерал-майор Ф. Д. Захаров) нанести удар по левому флангу кармановской группировки врага и освободить районный центр Карманово.
Вернувшийся после ранения к командованию 9-й полевой армией В. Модель убедился в бесперспективности контрудара на Погорелое Городище и приказал своим войскам 10 августа перейти к обороне.
В ночь на 10 августа генерал армии Г. К. Жуков, оценив обстановку, пришел к выводу, что продолжение наступления на Сычёвку при сложившемся соотношении сторон не позволит достичь цели операции. Исходя из этого, он приказал основные силы 20-й армии направить на разгром группировки противника в районе Карманова. Одновременно ей ставилась задача удержать и расширить захваченные на Вазузе и Гжати плацдармы. В свою очередь командование врага, убедившись, что контрудар на Погорелое Городище не привел к запланированным результатам, приняло решение отбросить переправившиеся советские части за эти реки и перейти на их рубеже к обороне. С переменным успехом бои велись здесь до конца второй декады августа.
Встречные бои на рубеже рек Вазуза и Гжать и бои в районе Карманово лишили темпа советское наступление. Поэтому было принято решение сконцентрировать внимание на взятии Карманово. Тем самым была ослаблена ударная группировка, наступавшая на Сычёвку.
Тем временем 7 августа перешли в наступление войска 5-й армии (генерал-лейтенант И. И. Федюнинский) с задачей прорвать оборону противника южнее Карманово и развивать успех в северо-западном направлении на Сычёвку. Однако прорвать оборону 342-й и 35-й немецких пехотных дивизий не удалось ни в этот, ни на следующий день. 10 августа Г. К. Жуков поставил 5-й армии более скромную задачу: основные усилия направить на овладение Карманово.
Ещё меньшими оказались успехи 33-й армии генерал-лейтенанта М. С. Хозина, которая начала наступать позднее 13 августа.

### Продолжение наступления Западного фронта
На левом фланге войска советской 20-й армии с трёх направлений наступали на Карманово. С юга, форсировав Вазузу, в этот район продвигались две дивизии 5-й армии. Тем не менее, темп «прогрызания» немецкой обороны составлял 2-3 км в сутки, операция заняла почти две недели.
23 августа ознаменовалось двумя значительными событиями: 31-я армия освободила Зубцов, а 20-я армия во взаимодействии с частью сил 5-й армии — Карманово.
По завершении Погорело-Городищенской операции был подготовлен план действий подвижной группы под командованием генерал-лейтенанта А. А. Тюрина (2-й гвардейский кавалерийский и 8-й танковый корпуса) по уничтожению противника северо-западнее Гжатска с последующим соединением этой группы с войсками 33-й армии. В приказе по армии от 31 августа после прорыва обороны противника и выхода группы западнее и северо-западнее Гжатска предусматривался поворот этой группы на восток «для захвата Гжатска с запада и уничтожение Гжатской группировки противника» во взаимодействии с частями 5-й и 33-й армий. Наступление войск армии продолжалось до 6 сентября и было остановлено противником. О проведении войсками Западного фронта одновременной операции на гжатском направлении видно и из доклада командующего фронтом от 5 сентября 1942 года, где предлагалось приостановить Гжатскую операцию до окончания операции по захвату Ржева.
5-я армия перешла к обороне 10 сентября, но отдельные наступательные действия продолжались до конца сентября. 33-я армия прекратила наступательные действия 7 сентября. 20-я армия после неудачных попыток прорвать фронт противника и нанести удар на Гжатск с запада 8 сентября также перешла к обороне.
С каждым днем наступление ударной группировки Западного фронта затухало. К 23 августа относительным успехом стало лишь овладение частями 8-го гвардейского стрелкового и 8-го танкового корпусов мощным узлом сопротивления немецких войск — Карманово. На этом операция закончилась. К позитивным её результатам следует отнести то, что в ходе боевых действий войска Калининского и Западного фронтов привлекли к себе основные силы группы армий «Центр» противника, что не позволило ему перебросить крупные силы, в том числе 39-й и 46-й танковые корпуса, с центрального направления на юг (в междуречье Дона и Волги). По мнению бывшего генерала вооружённых сил нацистской Германии и военного историка Курта фон Типпельскирха, «прорыв удалось предотвратить только тем, что три танковые и несколько пехотных дивизий, которые уже готовились к переброске на южный фронт, были задержаны и введены сначала для локализации прорыва, а затем для контрудара». Вместе с тем, такой результат был достигнут значительными потерями советской стороны в людях. Они составили 193 683 человека, из них 51 482 — безвозвратно.

### Штурм Ржева, 24 августа — 1 октября 1942 года
24 августа 1942 года после очередной перегруппировки 30-я армия возобновила наступление севернее и восточнее Ржева. 25-26 августа части 30-й армии вышли к Волге в 5—6 км западнее Ржева, 29 августа форсировали Волгу и создали плацдарм на её правом берегу. Все эти дни артиллерия обстреливала, а авиация бомбила Ржев.
26 августа командующий Калининским фронтом И. С. Конев был назначен командующим Западным фронтом вместо генерала армии Г. К. Жукова, который был назначен заместителем Верховного Главнокомандующего и 1-м заместителем наркома обороны СССР. Командующим Калининским фронтом был назначен генерал-лейтенант М. А. Пуркаев. С целью сохранения за И. С. Коневым руководства над Ржевской операцией 30 августа 30-я и 29-я армии были переданы в состав Западного фронта.
21 сентября штурмовые группы 215-й, 369-й и 375-й стрелковых дивизий, преодолев проволочное заграждение и две линии окопов, ворвались в северную часть города. В сражение, из-за правого фланга 215-й сд, была введёна 2-я гвардейская стрелковая дивизия. Целый день шёл ожесточённый бой в северо-восточных кварталах Ржева. 24—25 сентября немецкие войска попытались контратаками выбить советские дивизии из городских кварталов. Участники боёв с обеих сторон вспоминали ожесточённость и накал боёв этих дней.

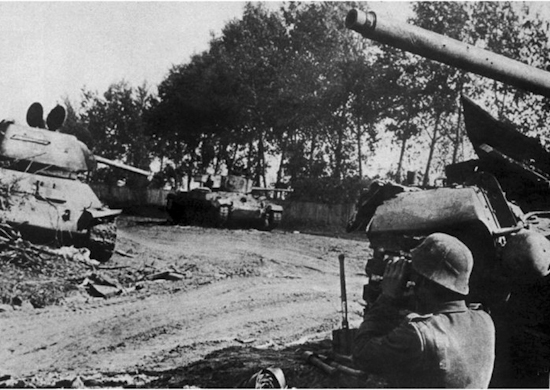
Советские танки, поврежденные на подступах к Ржеву

Взятие Ржева ожидалось со дня на день. В 30-ю армию разрешили выехать личному представителю президента США, одному из руководителей Республиканской партии У. Уилки (англ. Wendell Wilkie). 23 сентября он встречался со Сталиным, а 24 сентября был в районе Ржева, где беседовал с командующим 30-й армией генерал-лейтенантом Д. Д. Лелюшенко. Однако дальнейшее продвижение советских войск было остановлено. В конце сентября — начале октября немцы вновь попытались вернуть северо-восточные кварталы Ржева, но безуспешно. 30-я армия, дольше других бившаяся за Ржев, перешла к обороне 1 октября.

## Потери

### СССР
Потери по фронту, на участке операции и на соседних.
| Армии    | Начало операции | Завершение операции | Общие потери в операции  |
| -------- | --------------- | ------------------- | ------------------------ |
| 30 армия | 30.07           | 1.10                | август—сентябрь — 99 820 |
| 29 армия | 30.07           | 25.09               | август—сентябрь — 16 267 |
| 31 армия | 4.08            | 16.09               | 4.08—15.09 — 43 321      |
| 20 армия | 4.08            | 8.09                | 4.08—10.09 — 60 453      |
| 5 армия  | 7.08            | 10.09               | 7.08—15.09 — 28 984      |
| 33 армия | 13.08           | 7.09                | 10.08—15.09 — 42 327     |
|          |                 |                     | Всего 291 172            |

Общие потери советских войск — до 300 000 человек.
В число общих потерь включены убитые, раненые, пропавшие без вести. В итоговую цифру не включены потери корпусов, воздушных армий, поэтому она не может считаться окончательной. Потери в танках в сумме составляют 1085 танков (данные не по всем армиям).
Непосредственно на участке операции 193 683 человек, но в период 30.7—23.8.1942.

### Германия
По данным сайта Human Losses in World War II
9-я армия:
за август 1942 года (то есть не учитываются два первых дня операции — 30 и 31 июля 1942) потеряла 6046 человек убитыми, 24 184 раненными и 2744 пропавшими без вести.
за сентябрь 1942 года — 3078 человек убитыми, 11 868 раненными и 1022 пропавшими без вести.
3-я танковая армия (против неё наступали 5-я и 33-я армии Западного фронта):
с 11 до 31 августа 1942 года (наступление началось 14 августа) потеряла 1979 человек убитыми, 7710 раненными и 1134 пропавшими без вести.
Согласно донесению обер-квартирмейстера 9-й армии, потери в Летнем сражении только с 30 июля по 10 сентября: 9955 убитыми, 5551 пропавшими без вести, 36 893 ранеными — всего 52 392 человека. Из этого числа потери дивизий, противостоявших 30-й, 29-й, 31-й и 20-й армиям (всего 18 дивизий 6-го, 27-го, 39-го и 46-го корпусов) равнялись 49 057 человек. К концу сентября их потери составили около 60 тыс. человек.
В общей сложности 16 немецких дивизий потеряли от 50 % до 80 % боевого состава (Gefechtstaerke). Очень ощутимыми были и потери противника в танках, о чём писал Гальдер.

## Итоги
В ходе операции советские войска продвинулись на запад на 40—45 километров, освободили три районных центра, но поставленных целей не достигли. Были выполнены дополнительные задачи: отвлечение в центр советско-германского фронта больших сил противника и нанесение ему значительного урона в живой силе и технике.
Причинами незавершённости операции стали как объективные, так и субъективные факторы. К последним можно отнести скованность командования армий, корпусов и так далее, слепое выполнение приказов, безынициативность, негибкость в использовании войск, нежелание командирами всех уровней брать на себя ответственность, несогласованность, неорганизованность, зачастую неразбериха в действиях фронтовых и армейских группировок, неумение рационально и эффективно использовать имеющееся преимущество в людях и технике.
По мнению историка А. В. Исаева, объективным результатом операции стал срыв замысла немецкого командования на проведение операции «Смерч» в первоначальном варианте, а также возможного удара по сходящимся направлениям из района Демянска и Ржева с сокрушением Северо-Западного и Калининского фронтов.

## Мнения и оценки
По накалу, ожесточённости и потерям бои за Ржев в августе-сентябре 1942 года очевидцами с обеих сторон сравнивались с боями в Сталинграде. По воспоминаниям советского военного корреспондента И. Г. Эренбурга:

Мне не удалось побывать у Сталинграда… Но Ржева я не забуду. Может быть, были наступления, стоившие больше человеческих жизней, но не было, кажется, другого, столь печального — неделями шли бои за пять—шесть обломанных деревьев, за стенку разбитого дома да крохотный бугорок… Наши заняли аэродром, а военный городок был в руках немцев… В штабах лежали карты с квадратами города, но порой от улиц не было следа… Несколько раз я слышал немецкие песни, отдельные слова — враги копошились в таких же окопах…

Немецкий военный журналист Ю. Шуддекопф в октябре 1942 года в статье «Засов Ржев» писал:

В двух местах достигло Волги немецкое наступление на Востоке: у стен Сталинграда и у Ржева… То, что разворачивается у Сталинграда, происходит в меньших масштабах у Ржева уже почти год. Почти день в день год назад немецкие войска в первый раз достигли Волги… С тех пор три больших сражения развернулись за кусок земли в верхнем течении Волги — и идёт четвёртое, самое ожесточённое, не прекращающееся уже более двух месяцев.